# Pamela Ghislain
Pamela Ghislain, née le 21 septembre 1993, est une autrice, comédienne et metteuse en scène belge.
Elle crée la Trilogie du cri, sur la place des femmes dans la société, dont les deux premiers volets Anna et Lune ont été mis en scène en 2022 et 2023. Elle est lauréate du prix SACD de la dramaturgie francophone 2023 pour Lune.

## Biographie
Pamela Ghislain naît en 1993. Elle est diplômée de l'Institut des arts de diffusion (IAD) en 2014.
Elle crée en 2018 avec la metteuse en scène Sandrine Desmet la compagnie Kaori, pour porter son projet d'écriture dramatique La Trilogie du cri, sur la place des femmes dans la société et publiée aux éditions Lansman : Anna – Lune – Et nous,. Elle souhaite créer des personnages féminins consistants et complexes, différents des « femme de… », « fille de… », « mère de… ».
En 2024, elle participe au projet Les Intrépides, une troupe éphémère de femmes autrices, porté par la Société des auteurs et compositeurs dramatiques (SACD).

### La Trilogie du cri

#### Anna
Pamela Ghislain publie en 2020 Anna, qui questionne le regard de la société sur le viol et la notion de consentement. L’œuvre se caractérise par sa perspective plurielle et dénuée de jugement, explorant les diverses interprétations des événements. Elle offre des points de vue contrastés sur les circonstances du drame,.
Le texte est mis en scène par Sandrine Desmet, qui tient le rôle d'une passante témoin de l'agression. Le rôle d'Anna est joué par Pamela Ghislain. Elles partagent la scène avec Charly Magonza (l'agresseur, Victor), Fabienne Mainguet (sa mère) et Jérôme Vilain (son frère). La scénographe Maud Grommen propose une alternance entre ambiances festive et familiale.
Sélectionnée pour plusieurs prix, Anna est saluée par la critique qui qualifie la pièce d'« objet de prévention et d’utilité publique »,.

#### Lune
Lune, le second volet de la trilogie est publié en 2022. Pamela Ghislain y questionne l'intime et le politique. Lune Bogaert, une jeune activiste dépose plainte contre l'État belge au tribunal de première instance de Bruxelles pour inaction envers l’égalité homme-femme et entame une grève de la faim,. Elle doit faire face à Darya Mara, la secrétaire du tribunal qui reçoit sa plainte sans bien la comprendre mais est défendue gratuitement contre toute attente, par le ténor du barreau Gabriel de Greymon,.
Créée au Rideau de Bruxelles, Lune est co-mise en scène par Pamela Ghislain et Sandrine Desmet,. Les personnages sont interprétés par Astrid Akay (Lune Bogaert), Janie Follet (Darya Mara) et Soufian El Boubsi (Gabriel de Greymon).
Lune est récompensée en septembre 2023 par le prix SACD de la dramaturgie francophone, remis durant le festival des Zébrures d’automne à Limoges.

## Œuvres
- Anna, Lansman éditeur, coll. « Théâtre à vif », 2020 (ISBN 978-2-8071-0288-0)
- Lune, Lansman Editeur, coll. « Théâtre à vif », 2022 (ISBN 978-2-8071-0358-0)

## Distinction
- 2023 - Prix SACD de la Dramaturgie Francophone pour Lune[5].